# Andreas Fredman

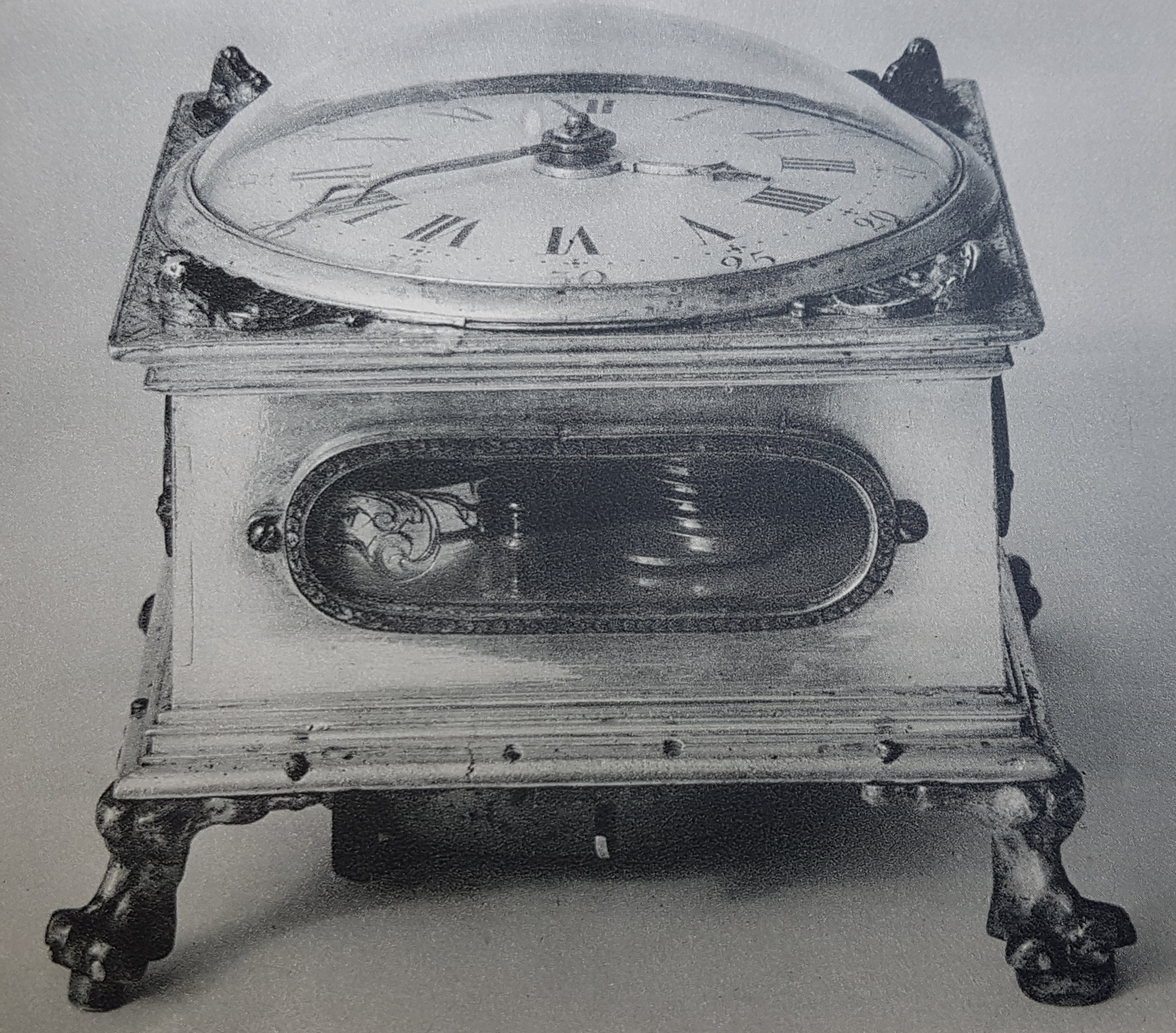
Resur av polsk typ tillverkat i förgylld mässing av Andreas Fredman 1730 ingår i Nordiska museets samling

 Andreas "Anders" Andersson Fredman död 18 maj 1737, var en svensk urmakare i Stockholm Han var far till Carl Fredman och Johan Fredman.
Fredman arbetade 1705–1709 som urmakare för åldermanen inom urmakeriet i Stockholms urmakare-ämbete Johan Wideman d.ä. Han antogs som urmakarmästare 1712 och valdes in som bisittare i urmakareämbetet 1725. Vid sin död upptogs bland tillgångarna en gård bebyggd med en del sten och trähus vid Götgatan samt en gård med stor trädgård vid Tanto. Fredman gifte sig andra gången 1735 med Maria Lindberg, från sitt första äktenskap hade han sönerna Johan och Carl som båda utbildade sig till urmakare.

## Kända arbeten
- Resur av förgylld brons signerat Anders Fredman ingår i Nordiska museets samling.
- Biblioteksur signerat Fredman 1712.
- Fickur av engelsk modell signerat Fredman, Holmiae, Stockholms Auktionsverk 1989.